# كابيل فيرمونت
كابيل فيرمونت (بالفرنسية: Capelle-Fermont)‏ هي بلدية تقع في إقليم باد كاليه من منطقة نور با دو كاليه في شمال فرنسا. تبلغ مساحة هذه المدينة 2.96 (كم²)، وترتفع عن سطح البحر 88 م، يبلغ عدد سكانها 127 نسمة حسب إحصاء المعهد الوطني للإحصاء والدراسات الاقتصادية سنة 2009 م. وترأس Jean Desfrancois البلدية خلال فترة (2008-2014).